# Enzo G. Castellari
Enzo G. Castellari, född Enzo Girolami 29 juli 1938 i Rom, är en italiensk filmregissör och manusförfattare.

## Filmografi i urval
- 1967 – 7 Winchester för att döda (manus, regi och producent)
- 1967 – Skjut först - änglarna betalar (manus)
- 1972 – Tedeum - tar hem potten (regi)
- 1973 – La polizia incrimina la legge assolve (regi)
- 1974 – Il cittadino si ribella (regi)
- 1975 – Bland krutrök och lökdoft (regi)
- 1976 – Il grande racket (manus och regi)
- 1976 – Scaramouches häftiga äventyr (manus och regi)
- 1977 – Inglorious Bastards (regi och roll)
- 1980 – Jättehajen - vindsurfarnas skräck (regi)
- 1980 – Polisman Cobra (regi)
- 1983 – 2019 The new barbarians (regi)
- 2009 – Inglourious Basterds (cameoroll)